# Johan Jönson
Johan Jönson (* 1966, Sundsvall) je švédský spisovatel a básník. Literárně debutoval v roce 1992.

## Dílo
- Som samplingsdikter (1992)
- Näst sista våldet (1994)
- Aggregat som muterar (2001)
- Karma inertia (2001)
- Minnen av kroppar i rörelse och vila (2001)
- Nod noll (2001)
- Transvektor (2001)
- I krigsmaskinen (2001-2002)
- Virus (2004)
- Monomtrl (2005)
- Collobert orbital (2006)
- Restaktivitet (2007)
- Efter arbetsschema (2008)
- Livdikt (2010)
- med.bort.in (2012)

## Ocenění
- Cena Aftonbladetu 2008
- Stipendium Alberta Bonniera 2009
- Cena Eyvinda Johnsona 2012